# Бюксьер-сюр-Арс
Бюксье́р-сюр-Арс (фр. Buxières-sur-Arce) — коммуна во Франции, находится в регионе Шампань — Арденны. Департамент — Об. Входит в состав кантона Эссуа. Округ коммуны — Труа.
Код INSEE коммуны — 10069.
Коммуна расположена приблизительно в 175 км к юго-востоку от Парижа, в 95 км южнее Шалон-ан-Шампани, в 35 км к юго-востоку от Труа.

## Население
Население коммуны на 2008 год составляло 156 человек.
| 1962 | 1968 | 1975 | 1982 | 1990 | 1999 | 2008 |
| ---- | ---- | ---- | ---- | ---- | ---- | ---- |
| 128  | 136  | 137  | 138  | 139  | 149  | 156  |

## Администрация
| Период | Период | Фамилия     | Партия | Примечания |
| ------ | ------ | ----------- | ------ | ---------- |
| 2001   | 2008   | Элен Готро  |        |            |
| 2008   |        | Поль Виарде |        |            |

## Экономика
В 2007 году среди 92 человек в трудоспособном возрасте (15—64 лет) 71 были экономически активными, 21 — неактивными (показатель активности — 77,2 %, в 1999 году было 79,0 %). Из 71 активных работали 67 человек (35 мужчин и 32 женщины), безработных было 4 (2 мужчины и 2 женщины). Среди 21 неактивных 13 человек были учениками или студентами, 4 — пенсионерами, 4 были неактивными по другим причинам.

## Фотогалерея

Общественная прачечная
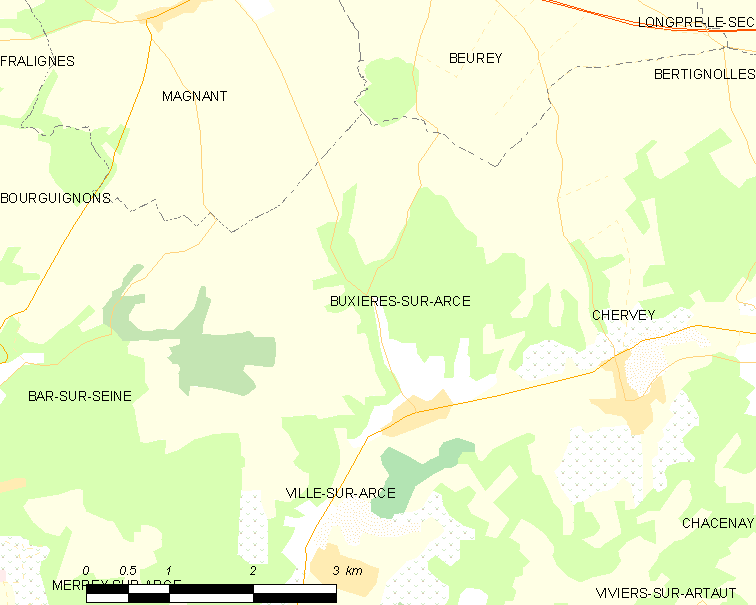
Карта коммуны